# ساندرو هيروشي
ساندرو هيروشي (بالبرتغالية: Sandro Hiroshi‏) (19 نوفمبر 1979 بأراغوينا في البرازيل - ) هو لاعب كرة قدم برازيلي في مركز الهجوم. شارك مع منتخب البرازيل تحت 17 سنة لكرة القدم. أما مع النوادي، فقد لعب مع سانتو أندريه وسوون سامسونغ بلووينغز ونادي الجزيرة ونادي ريو برانكو ونادي ساو باولو ونادي غواراني ونادي فلامنغو ونادي فيغورينسي وأمريكا دي ناتال ‏ وتشونام دراغونز ونادي دايجو وريد بول برازيل وTocantinópolis Esporte Clube ‏.

## وصلات خارجية
- ساندرو هيروشي على موقع دوري كوريا الجنوبية (الإنجليزية)
- ساندرو هيروشي على موقع قاعدة بيانات كرة القدم.إي يو (الإنجليزية)
- ساندرو هيروشي على موقع Soccerway.com (الإنجليزية)